# Juan Kurchan
Juan Kurchan (Buenos Aires, 21 de noviembre de 1913-Buenos Aires, 3 de noviembre de 1972) fue un arquitecto, urbanista y diseñador argentino, uno de los mentores del Movimiento Moderno en Argentina y también uno de los fundadores del Grupo Austral, y uno de los cocreadores del sillón BKF.

## Biografía
Fue el hijo mayor del matrimonio de Adolfo Kurchan y Luisa Daneman, hijos de inmigrantes judíos, él alsaciano y ella alemana. 
Fue un estudiante brillante de arquitectura en la Escuela de Arquitectura de la Universidad de Buenos Aires, perteneciente por aquel entonces a la Facultad de Ciencias Exactas, Físicas y Naturales, graduándose con la de Medalla de oro, que se le otorga al mejor promedio de su promoción, en 1937.
Como era costumbre de la Facultad, el conjunto de los graduados realizaban un viaje de estudios por Europa, completando así su formación con la visita a las fuentes de la arquitectura clásica.

## Trayectoria
Tras el viaje de estudios, Kurchán y su amigo Jorge Ferrari Hardoy se quedaron en París, donde la familia de Ferrari poseía un apartamento, con la intención de poder trabajar con el gran maestro de vanguardia de aquel momento, el arquitecto franco-suizo Charles-Édouard Jeanneret-Gris, más conocido, a partir de la década de 1920, como Le Corbusier.
Le Corbusier, quien en su paso por Buenos Aires en 1929 esbozó un diseño preliminar para un Plan para la ciudad, vio la oportunidad de profundizar en el mismo con la ayuda de estos dos jóvenes arquitectos que le solicitaron ser sus discípulos. Para ellos fue la gran oportunidad de completar su formación al lado del gran maestro.
Entre octubre de 1937 y 1938 Ferrari y Kurchan desarrollaron, las ideas para un Plan Director para Buenos Aires. En su estancia con Le Corbusier conocieron al arquitecto Antonio Bonet Castellana, con quien entablaron relación, y en vista de la situación tanto en Europa, como en España, en donde había ganado el franquismo, lo invitaron a unirse a ellos.

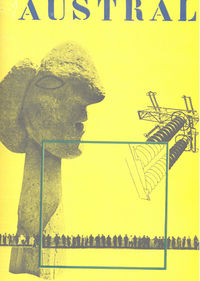
Revista Austral, manifiesto del Grupo Austral

En 1938 cuando los tres llegaron a Buenos Aires, lideraron la creación del "Grupo Austral" del que también formaron parte un grupo muy destacado de colegas tan vanguardistas como ellos. Ese mismo año Antonio Bonet, Juan Kurchan y Jorge Ferrari Hardoy, concibieron el prototipo del sillón BKF, diseño que se convirtió en un icono de la modernidad aplicada a los espacios interiores.
En junio de 1939 publicaron el manifiesto del Grupo bajo el título Voluntad y Acción, en el que defendían la superposición de algunos valores del surrealismo a la formación racionalista de los arquitectos, e incorporaban las necesidades psicológicas del individuo al funcionalismo estricto del movimiento moderno. Este manifiesto expone su postura frente a la arquitectura y su esfuerzo por establecer una continuidad con el paisaje, las técnicas y los materiales de cada zona. También en 1939, el grupo formado por estos tres arquitectos, entabló contactos con la Sociedad Rural Argentina, la Sociedad Industrial y la Federación Obrera Nacional de la Construcción, con la intención de vincularse con los distintos actores de la esfera nacional. En este sentido, Juan Kurchan ejerció como director de estudios de la Universidad Obrera de la Construcción, al tiempo que se fue creando un entorno de colaboradores, entre ellos, Jorge Vivanco, Valerio Peluffo, Horacio Caminos, Carlos Coire, Enrique Rotzait, Oscar Crivelli, Eduardo Catalano y Pedro Sondereguer.

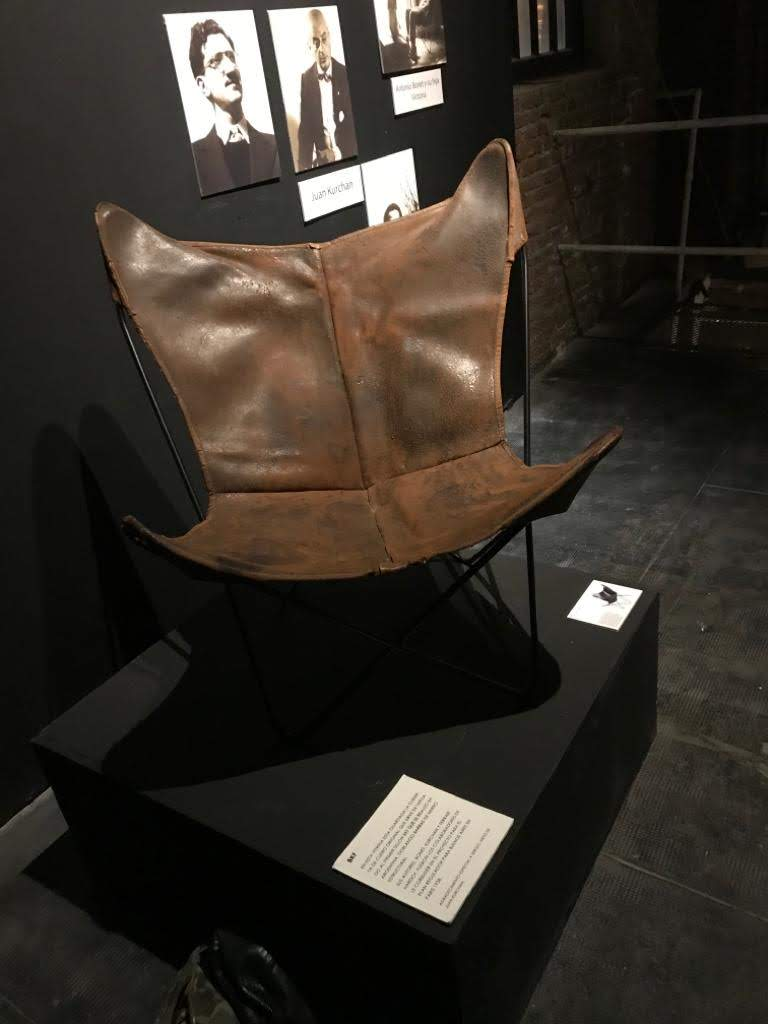
BKF original, 1939

El sillón BKF obtuvo, en 1940, el Premio de la Comisión Nacional de Cultura y el Primer Premio de la Comisión Nacional de Bellas Artes. En 1943, ganó el primer premio del Salón de Decoradores, y en 1944, ganó el premio adquisición del Museo de Arte Moderno de Nueva York (MOMA). Con el tiempo se convirtió en el símbolo del diseño industrial argentino en el mundo, siendo una de las sillas más célebres del Siglo XX. en la actualidad forma parte de la colección del Museo de Arte Moderno de Nueva York, del Centro George Pompidou en París y de varios museos más de Argentina y el mundo.

Durante la década del 40 el Grupo Austral se fue disolviendo poco a poco, pues aunque fue referente del movimiento moderno nacional e internacional, aún no había logrado el reconocimiento que merecía, teniendo en cuenta su importancia dentro la escena de la arquitectura moderna argentina.

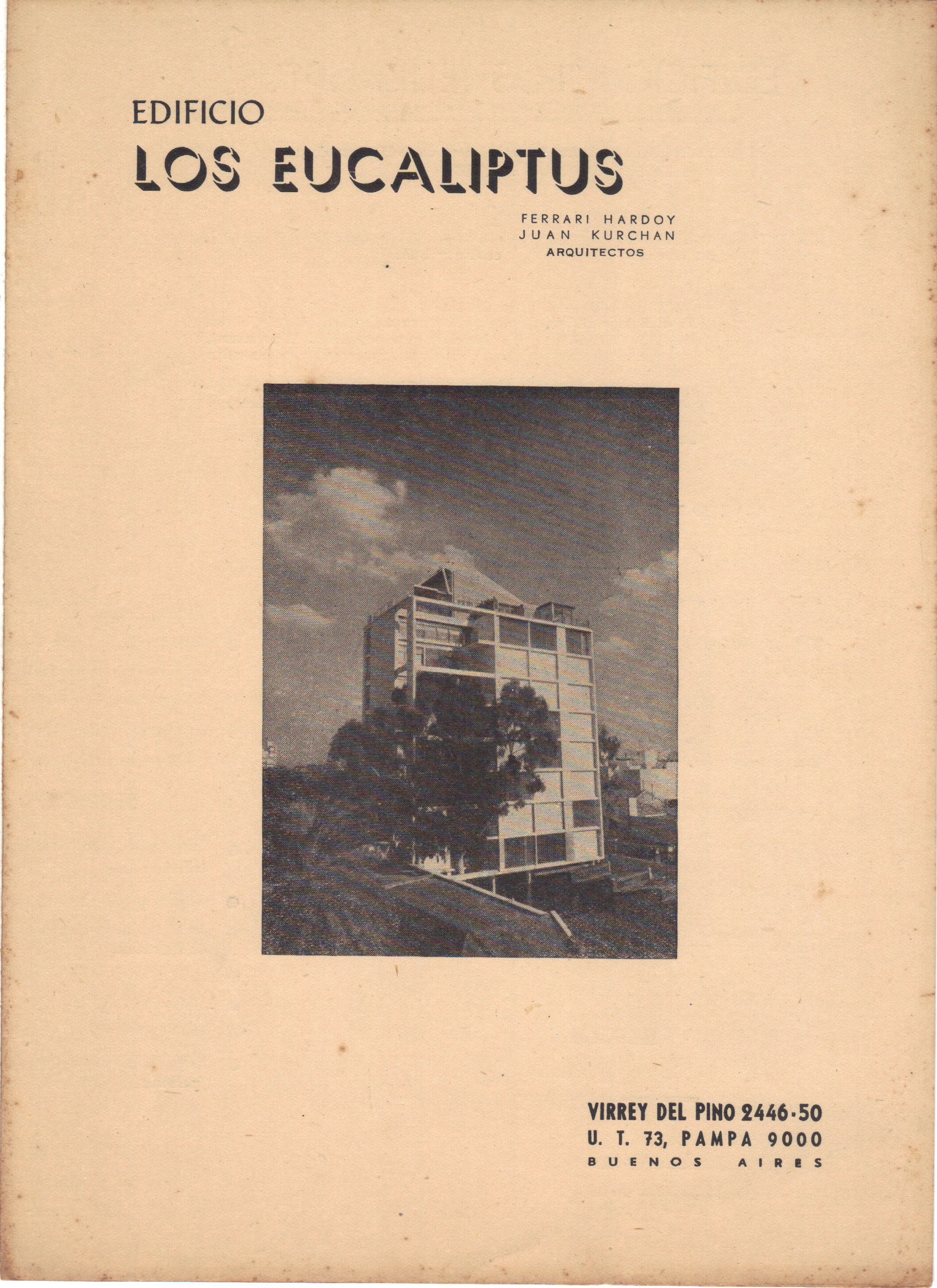
Los Eucaliptus, folleto de promoción

En 1941, a través del estudio montado en sociedad con Ferrari Hardoy, fueron los responsables de obras de vanguardia, como el Edificio O'Higgins 2319, el cual sirvió como ensayo de todo un conjunto que se realizaron: Eucaliptus / Edificio Virrey del Pino 2446 (1941/1943), vivienda unifamiliar de Conesa 1182 y el de departamentos de Rivadavia 613, todas en Buenos Aires.
En 1944, su estudio estuvo involucrado en la reconstrucción de San Juan, destruida por un terremoto en ese mismo año. Luego, trabajó como arquitecto del Ministerio de Marina, como jefe de proyecto del estudio de ingeniería de José Englander.
Fue Director de Urbanismo de la Municipalidad de Buenos Aires en 1952. Durante varios años fue miembro del Colegio de Jurados de la Sociedad Central de Arquitectos y también de la Comisión de Planeamiento de esta entidad.
Finalmente, se integró al Grupo URBIS, especializado en arquitectura y planeamiento. Junto con ellos realizó numerosos estudios y proyectos de arquitectura y urbanismo, como el Plan regulador de la Ciudad de La Plata y de Ensenada, pabellón de deportes para CUBA (Club Universitario de Buenos Aires, 1950), edificios para la enseñanza y la investigación del CONICET (Castelar, Provincia de Buenos Aires, Santo Tomé, Santa Fe, Ushuaia, Tierra del Fuego), establecimientos industriales Gurmendi, el Hotel de Turismo y sede de la Caja de Previsión Social de Formosa (1967) y numerosas viviendas unifamiliares y colectivas: Saturnino Segurola 1310, Vicente López (1953), donde fijó su residencia particular y la casa unifamiliar Paunero (1967).
En julio de 1953 participó de una exposición de arquitectura, urbanismo, escultura y pintura organizada por la Secretaría de Cultura de Buenos Aires. Las obras que Kurchan presentó fueron dos propuestas urbanas: el renombrado Plan Director de Buenos Aires (1947), realizado junto a Ferrari Hardoy, bajo la dirección de Le Corbusier y en el que Ungar también había participado, y el Plan de Urbanización para el Bajo Belgrano (1949). Ninguno de los dos proyectos fue llevado a la práctica.
El Plan Regulador de Posadas, Provincia de Misiones, Argentina, realizado en el año 1957 por el grupo de arquitectos URBIS -integrado por Juan Kurchan- elaborado pensando en la ciudad como la capital de una nueva provincia argentina. La propuesta era heredera de la Carta de Atenas que escribió Le Corbusier, se planteaban avenidas que conectaban el centro con la ruta, y en el medio daban lugar a grandes complejos residenciales, de alta densidad y rodeados de espacios verdes. Algo de esto puede verse entrando desde Quaranta por Lavalle o saliendo del centro por Francisco de Haro.
En 1966 fue uno de los Directores del Fondo Nacional de las Artes. Y en esa década fundó junto a URBIS las empresas SIX, SERIE y AUNAR, orientadas al diseño industrial de mobiliario e iluminación.
Entre 1970 y 1971 fue director de un Plan de Renovación para la Zona Sur de la Ciudad de Buenos Aires, trabajo contratado por la Municipalidad de la Ciudad de Buenos Aires (MCBA) que nunca fue puesto en práctica, pero si fue contemplado como antecedente por la Corporación Puerto Madero, pero con la diferencia de conceptos que impulsaba la apuesta urbanística de Kurchan, donde la idea partía de abrir a la comunidad los terrenos linderos al río, incorporando áreas culturales, de entretenimiento, deportivas y náuticas y no lo que es hoy, una brutal especulación inmobiliaria.

## Vida personal
En los primeros años de la década del 40 contrajo matrimonio con Wanda Sgambelluri, quien era amiga de una de sus hermanas. Con ella tuvo dos hijos, Sergio Fernando en 1945 y Graciela Corina en 1947. Esta última murió de cáncer a los tres años, cosa que lo devastó anímicamente, haciendo que se volcase totalmente a su trabajo. Terminó divorciándose unos años más tarde, conservando la tenencia de su hijo Sergio. 
A mediados de la década del 50 contrajo matrimonio con Margarita (Mara) Beriso, artista plástica, con la que tuvo dos hijos, Pablo Esteban en 1957 y Andrea Victoria en 1959. 
Kurchan falleció de cáncer al pulmón el 3 de noviembre de 1972 en Vicente López, Provincia de Buenos Aires.

## Premios y reconocimientos
Recibió distinciones por su tarea como diseñador en distintas oportunidades. En asociación con otros colegas proyectó y dirigió la construcción en Argentina, Uruguay, Chile y Brasil, de una amplia gama de obras de arquitectura, urbanismo y planeamiento, como el Centro de Biología Marina en Ushuaia y el Plan Urbis para Buenos Aires.
Se puede decir que Kurchan siguió al pie de la letra las enseñanzas de su gran maestro Le Corbusier, trabajar incansablemente en cinco frentes de acción y en todos lograr su objetivo: 1. la producción arquitectónica, 2. la producción urbanística, 3. la producción industrial (muebles/ luminarias), 4. la producción artística, 5. la producción teórico-intelectual.

## Proyectos, diseños y actividades destacadas
- Plan Director de Buenos Aires, por el Arquitecto Le Corbusier, con la colaboración de los Arquitectos Jorge Ferrari Hardoy y Juan Kurchan. París, Francia, 1937
- Sillón BKF, diseño en colaboración con Antonio Bonet Castellana y Jorge Ferrari Hardoy. Buenos Aires, 1938.
- Fundación del Grupo Austral, en colaboración con Antonio Bonet, Jorge Ferrari Hardoy un destacado grupo de colegas. Buenos Aires, 1938.
- Director de estudios de la Universidad Obrera de la Construcción. Buenos Aires, 1939.
- Edificio residencial en O´Higgins 2319, en colaboración con Jorge Ferrari Hardoy. Buenos Aires, 1940 - 41.
- Edificio residencial Los Eucaliptus, en colaboración con Jorge Ferrari Hardoy. Buenos Aires, 1941 - 44.
- Vivienda unifamiliar en Conesa 1182, en colaboración con Jorge Ferrari Hardoy. Buenos Aires, 1940 - 44.
- Edificio residencial en Av. Rivadavia 613, en colaboración con Jorge Ferrari Hardoy. Buenos Aires, 1940 - 44.
- Miembro de la Comisión de Urbanismo para la reconstrucción de San Juan. San Juan, 1944.
- Estudio del Plan Director de Buenos Aires, realizado junto a Ferrari Hardoy, bajo la dirección de Le Corbusier. Buenos Aires, 1947.
- Miembro del Plan de Urbanización para el Bajo Belgrano, en colaboración con Jorge Ferrari Hardoy, Antonio Bonet, M. Roca y Jorge Vivanco. Buenos Aires,1949.
- Forma el Grupo URBIS junto a sus colegas José Luis Bacigalupo, Alfredo Luis Guidali, Jorge Osvaldo Riopedre, Héctor Ugarte y Simón L.Ungar. Buenos Aires, 1950.
- Pabellón de deportes para CUBA (Club Universitario de Buenos Aires). Junto al el Grupo Urbis. Buenos Aires, 1950.
- Edificio residencial en Saturnino Segurola 1310, en el Partido de Vicente López. Proyectado y construido por el Grupo Urbis. 1951 - 1953.
- Vivienda unifamiliar Casa Paunero, entre Ladislao Martínez y J.J. Paso, Martines, Partido de San Isidro. Proyectada y construida por el Grupo Urbis. Buenos Aires, entre 1956 y 1961.
- Plan Regulador Conjunto de los Partidos de La Plata y Ensenada . Junto al Grupo Urbis, 1961.
- Edificios para la enseñanza y la investigación del CONICET (Castelar, Provincia de Buenos Aires, Santo Tomé, Santa Fe, Ushuaia, Tierra del Fuego). (Editar años)
- Director General de Urbanismo de la Municipalidad de Buenos Aires, allí trabajó en la Oficina del Plan Regulador de la Ciudad de Buenos Aires, junto a Odilia Suárez, Francisco García Vázquez y Clorindo Testa desde 1952 - hasta los años 60.
- Hotel de Turismo y Sede de la Caja de Previsión Social de Formosa. Junto al el Grupo Urbis. Formosa, 1967.
- Centro de Biología Marina en Ushuaia, Tierra del Fuego. Proyectado por el Grupo Urbis (Bacigalupo, Guidali, Riopedre, Ugarte y Kurchan). 1969.
- Con el Grupo Urbis elabora el Plan Regulador de la Ciudad de Posadas. Este Plan formaba parte del Plan Urbis, proyecto para el desarrollo económico y urbanístico de la provincia de Misiones. 1957.
- Miembro del Colegio de Jurados de la Sociedad Central de Arquitectos y también de la Comisión de Planeamiento de la misma. Buenos Aires. (Editar fechas)
- Director del Fondo Nacional de las Artes, Buenos Aires, 1966.
- Director de un Plan de Renovación para la Zona Sur de la Ciudad de Buenos Aires. 1970 - 1971.